# Lijst van Belgische adelsverheffingen 1965
Personen die in 1965 werden opgenomen in de Belgische adel of een adellijke titel verwierven.

## Graaf
- Jonkheer Emmanuel Kervyn de Meerendré (1925 - Thysville, 1960), de titel graaf (postuum), overdraagbaar bij eerstgeboorte.
- Jonkheer Philippe Lippens (1910-1989), de titel graaf, overdraagbaar bij eerstgeboorte.

## Baron
- Ludovic van Bogaert (1897- 1989), voorzitter van de Wereldfederatie voor neurologie, erfelijke adel en persoonlijke titel van baron.
- Jonkheer Jean-Baptiste van den Bosch (1910-1985), ambassadeur, titel van baron, overdraagbaar bij eerstgeboorte.
- Jonkheer Eric Charles Gabriel Dessain (1952- ), arts, vorser, de titel van baron, overdraagbaar bij eerstgeboorte.
- Eugeen De Greef, minister van Landsverdediging, erfelijke adel met de titel baron, overdraagbaar bij eerstgeboorte.
- Jonkheer Roger Janssens de Bisthoven, de titel baron, overdraagbaar bij eerstgeboorte.
- Jean Lequime (1908-1999), hoogleraar, erfelijke adel en persoonlijke titel baron.
- Jonkheer Pierre Warnant, senator, de persoonlijke titel baron.

## Ridder
- Guy Lamarche (1917-1999), erfelijke adel en de titel ridder, overdraagbaar bij eerstgeboorte.
- Jonkheer Daniel Jean Leyniers (1906-2000), de titel ridder, overdraagbaar bij eerstgeboorte.
- Louis Ortegat (1891-1970), erfelijke adel en de titel ridder, overdraagbaar bij eerstgeboorte.
- Paul de Stexhe, erfelijke adel en persoonlijke titel ridder. (In 1977 persoonlijke titel gewijzigd in erfelijke titel, overdraagbaar bij eerstgeboorte.)
- Jonkheer Yves van Strydonck de Burkel (1907-1985), de persoonlijke titel ridder.

## Jonkheer
- Jean-Marie de Brabandère (1913-2007), advocaat, erfelijke adel.
- Etienne de Brabandère (1916-1973), advocaat, erfelijke adel.
- Jacques de Cock (1921-1995), notaris, erfelijke adel.
- Jules Descampe, volksvertegenwoordiger, erfelijke adel.
- Philippe le Hodey, senator, erfelijke adel.
- Jean-Pierre Jacobs (1909-1973), notaris, erfelijke adel.
- Georges de Meulenaere (1932- ), erfelijke adel.
- Robert Renier (1908-1995), kolonel, erfelijke adel.

## Jonkvrouw
- Eliane Lamarche (1919-2011), echtgenote van baron Albert Ancion, persoonlijke adel.